# Forlaget Rapport
Forlaget Rapport ejes af Aller og specialiserer sig i såkaldte mandeblade, hvor det erotiske indhold suppleres af artikler, reportager, humor, etc.
Forlagets mest kendte udgivelse er Ugens Rapport, som dog for længst har ændret format til det månedlige Classic Rapport.
Andre blade fra forlaget er Donna, Express og Pige-Special.
En af forlagets pigefotografer er Flemming Nielsen, der også har skudt mange Side 9-piger til Ekstra Bladet.
I dag udkommer de fleste af Forlaget Rapports udgivelser hver måned eller hvert kvartal.
En del blade er udgivet i svenske versioner fra Baltic Press, der også ejes af Aller.

## Blade
- Classic Rapport
- Cybersex
- Donna
- Express
- Express/Xtra
- Mega Express
- Miss Foxy
- Nr. Sex (svensk udgave: Lektyr)
- PC Sex
- PS Pige-Special (svensk udgave: Nya Stopp XL)
- Rapport Piger (svensk udgave: Stopp XL)
- Super PS (svensk udgave: Stopp XL)
- Super
- Super Rapport
- TM Tidens Mand
- Ugens Rapport